# Sh2-287
Sh2-287 est une nébuleuse en émission visible dans la constellation de la Licorne.
Elle est observée dans la partie centrale de la constellation, à environ 1° au sud-ouest de l'étoile 19 Monocerotis, de magnitude 4,99. Il peut être vu et photographié à travers un télescope amateur de grande puissance équipé de filtres spéciaux. Étant à seulement 4° au sud de l'équateur céleste, il peut être observé depuis toutes les zones peuplées de la Terre avec facilité. La période la plus favorable pour son observation dans le ciel du soir est de décembre à avril.

## Caractéristiques
C'est une grande région H II composée de deux sections dont la plus septentrionale est plus étendue. Le nuage constitue la partie ionisée d'un grand nuage moléculaire en grande partie non éclairé, d'une masse égale à environ 340 000 M⊙. Ce complexe est situé à environ 2100 parsecs (environ 6850 années-lumière) dans le bras de Persée, à environ 500 parsecs de la nébuleuse de la Rosette dans une région plus intermédiaire du bras spiral. Dans cette région, aucun phénomène de formation d'étoiles n'est évident malgré la grande taille du complexe, ce qui suggère qu'il s'agit d'un agrégat nouvellement formé de poussière et de matière interstellaire, dans lequel la naissance de nouvelles étoiles pourrait se produire en un temps astronomiquement court. D'autres hypothèses expliquent l'absence de tels phénomènes en considérant au contraire le complexe comme une sorte d'épave dans laquelle la formation d'étoiles a déjà eu lieu, s'épuisant progressivement.
L'étoile principale responsable de l'ionisation des gaz de la région serait LS VI -04 19 (TYC 4809-2410-1), une étoile bleue de la séquence principale de classe spectrale O9.5V et de magnitude 10.7. Au sein du complexe, on trouve deux petits amas ouverts enveloppés de gaz, catalogués S287 N et S287 C. La nébuleuse bipolaire BFS57 (ou NS 14) semble également faire partie du nuage, et semble être reliée au système par un filament gazeux ténu. Ce nuage a un diamètre d'environ 20' et héberge quatre étoiles de grande masse sur le lobe oriental, disposées en forme de trapèze, responsables de l'illumination du nuage. Les quatre étoiles, nommées A, B, C et D, sont de classe spectrale comprise entre B0,5 et A5 et sont séparées les unes des autres par des distances comprises entre 0,012 et 0,04 parsec.
Une partie des gaz du complexe est excitée par un amas d'étoiles massives, connu sous le nom de NGC 2311, située à environ 50 parsecs du bord du nuage, dans une direction nord-ouest, et dominée par quelques géantes bleues de classe O et B. Cette caractéristique, associée à la proximité de l'association signifiait que ces étoiles étaient considérées comme une véritable association OB, identifiée comme Monoceros OB3. Parmi les étoiles dominantes de l'association figurent la géante bleue HD 51452 et la supergéante bleue HD 51509,.